# Поясничные артерии
Поясничные артерии (лат. aa. lumbales) отходят от задней полуокружности брюшной аорты на уровне поясничных позвонков L1-L4. Вместе с низшими поясничными артериями (лат. aa. lumbales inferiores), ответвляющимися от серединной крестцовой артерии (лат. a. sacralis media), снабжают кровью спинной мозг, брюшные стенки, а также мышцы спины и живота.

## Структура
Непосредственно от брюшной аорты отходят четыре пары поясничных артерий — две верхние и две нижние.
Верхние поясничные артерии идут позади ножек диафрагмы , с правой стороны проходят за нижней полой веной (лат. v. cava inferior). Нижние идут за большой поясничной мышцей.

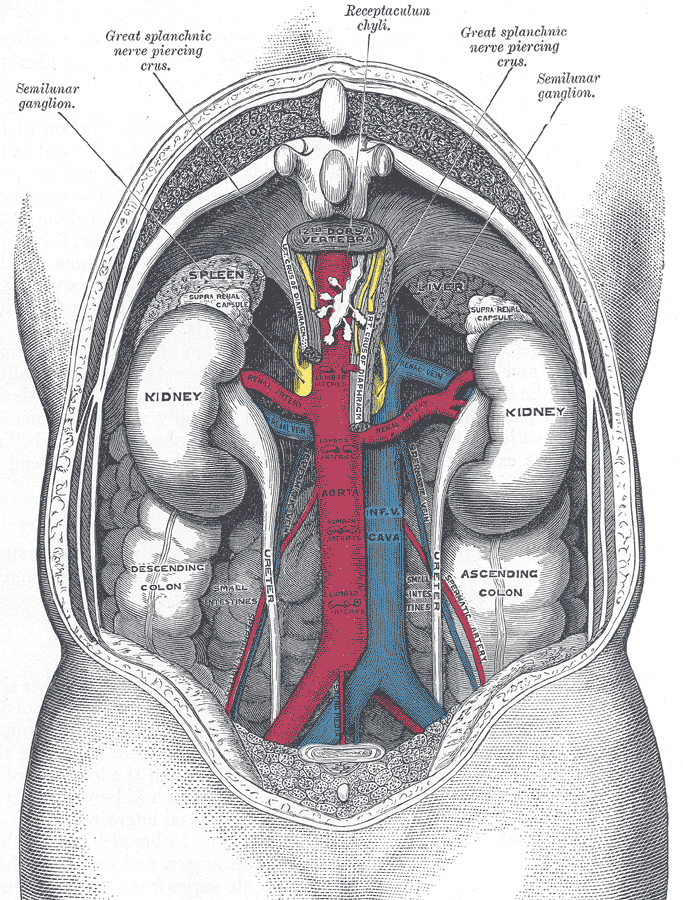
Взаимное расположение органов и крупных сосудов брюшной полости

Возле поперечных отростков позвонков каждая поясничная артерия отдаёт дорсальную ветвь (лат. ramus dorsalis). После чего, проходя позади квадратной мышцы поясницы, снабжает её кровью. Далее проходит между поперечной и внутренней косой мышцами живота, и приходит к прямой мышце живота.
Дорсальная ветвь направляется на заднюю поверхность туловища — к  мышцам спины и коже поясницы. По пути она отдает/может отдавать небольшую ветвь к спинному мозгу — спинномозговую ветвь (лат. ramus spinalis), которая через межпозвоночное отверстие входит в позвоночный канал, давая начало артерии Адамкевича, снабжающей кровью нижнюю часть спинного мозга и его оболочек.

## Коллатеральное кровообращение
Поясничные артерии анастомозируют между собой, а также верхней и нижней надчревными артериями, снабжающими кровью прямую мышцу живота. По своему ходу артерии дают ряд мелких ветвей к подкожной клетчатке и к коже. В области белой линии они анастомозируют с одноимёнными артериями противоположной стороны. Также поясничные артерии анастомозируют с межрёберными артериями, подвздошно-поясничной артерией, глубокой артерией, огибающей подвздошную кость, и верхней ягодичной артерией.